# Helena (namn)
Helena är ett grekiskt kvinnonamn som är bildat av ordet eléne som betyder fackla. Namnet har funnits i Sverige sedan 1100-talet.
Tidigast förknippad med namnet är Sköna Helena som var gift med kung Menelaos av Sparta. Från början av 1700-talet till 1900 stod namnet i den svenska almanackan på den 31 juli, till minne av Elin av Skövde (också kallad Helena av Skövde, då Elin är en svensk kortform av Helena). 1901 flyttades det till den 18 augusti, som också var en gammal "Helenadag" till minne av den förste kristne romerske kejsaren Konstantin den stores mor Helena. 2001 flyttade man tillbaka namnet till den 31 juli.
Den 31 december 2014 fanns det totalt 82 383 kvinnor folkbokförda i Sverige med namnet Helena, varav 27 388 bar det som tilltalsnamn.
Namnsdag i Sverige: 31 juli, delas med Elin. (1901-2000: 18 augusti). I den finlandssvenska namnsdagslängden har Helena namnsdag 31 juli sedan starten 1929, då en egen namnsdagskalender togs i bruk för finlandssvenskar.
Den engelska formen av namnet är Helen (äldsta belägg i Sverige: 1866) skrivs även Helén och den franska formen är Helène (äldsta belägg i Sverige: 1810).
Den 31 december 2014 fanns det totalt 36 161 kvinnor folkbokförda i Sverige med namnet Helen eller Helene, varav 15 850 bar det som tilltalsnamn.

## Andra varianter
- Elena (grekiska, italienska, spanska, rumänska, polska, ryska)
- Elene (georgiska)
- Eleni (grekiska)
- Eli (norska)
- Elina (svenska, finska, grekiska)
- Helen (engelska)
- Helene, Hélène (franska)
- Jelena (ryska uttalet då bokstaven E uttalas som JE)
- Helna (svenska)
- Olena (svenska, ukrainska)

## Kortformer
- Lena
- Ellen
- Elin
- Elna
- Elina

## Personer med namnet Helena

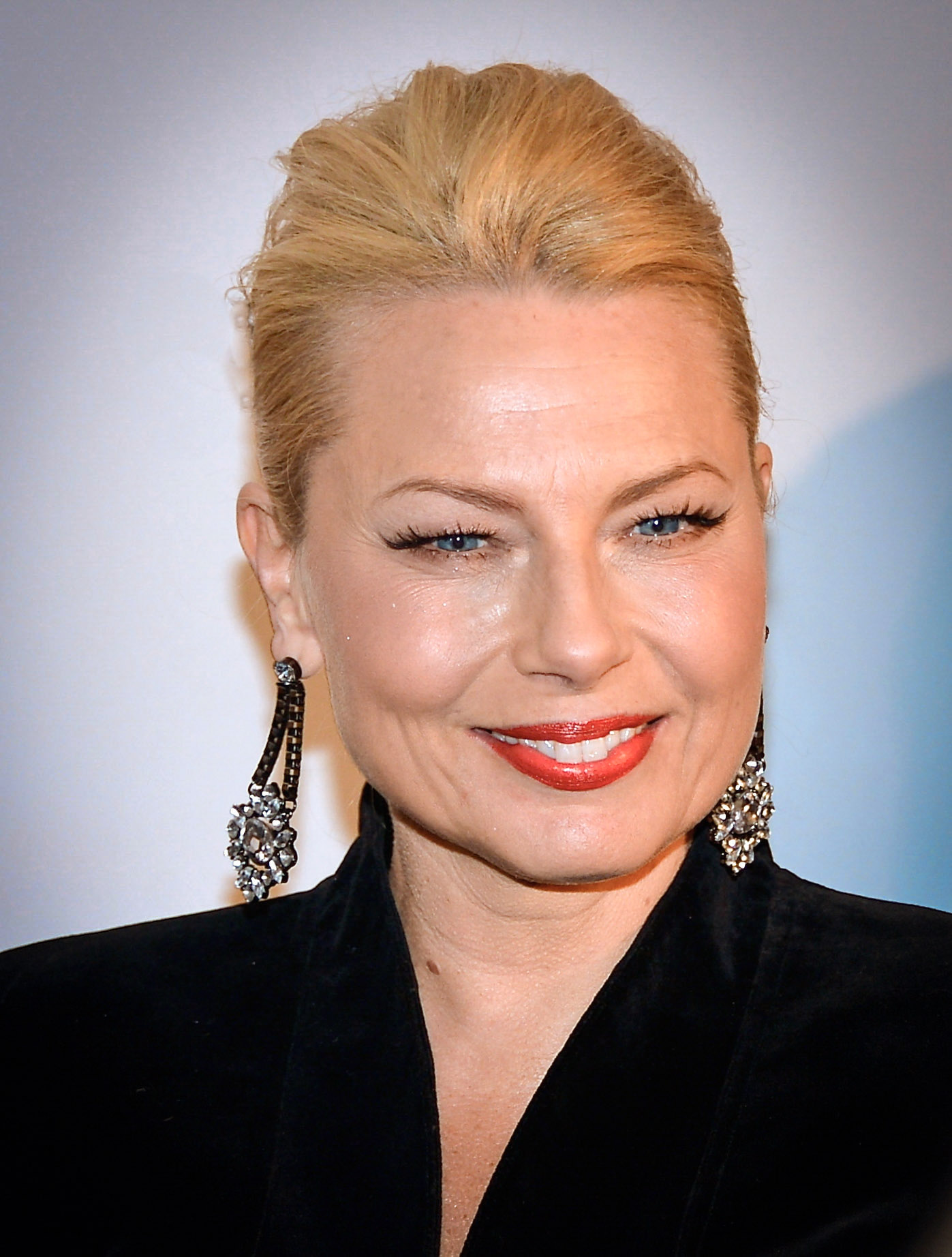
Helena Bergström

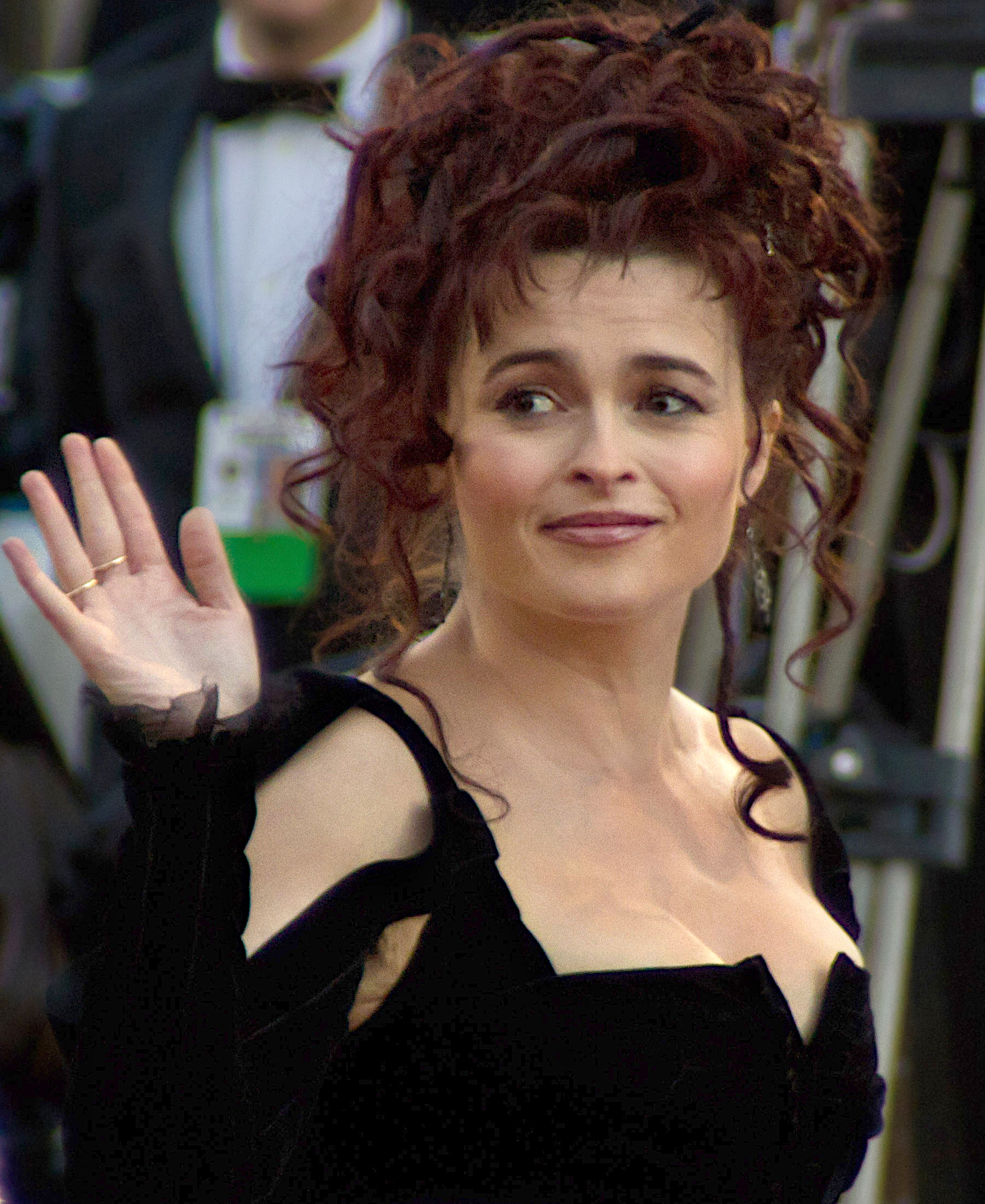
Helena Bonham Carter

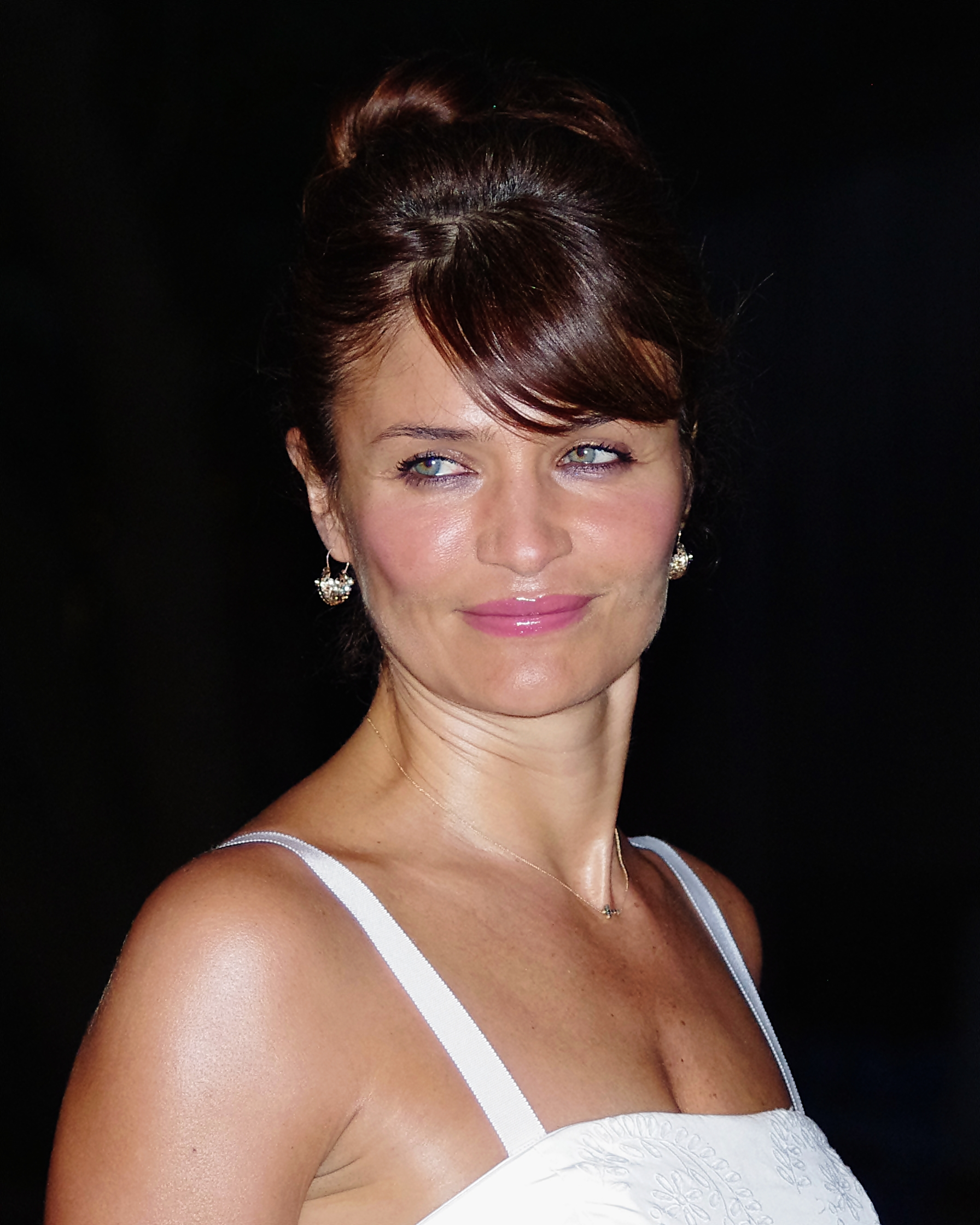
Helena Christensen

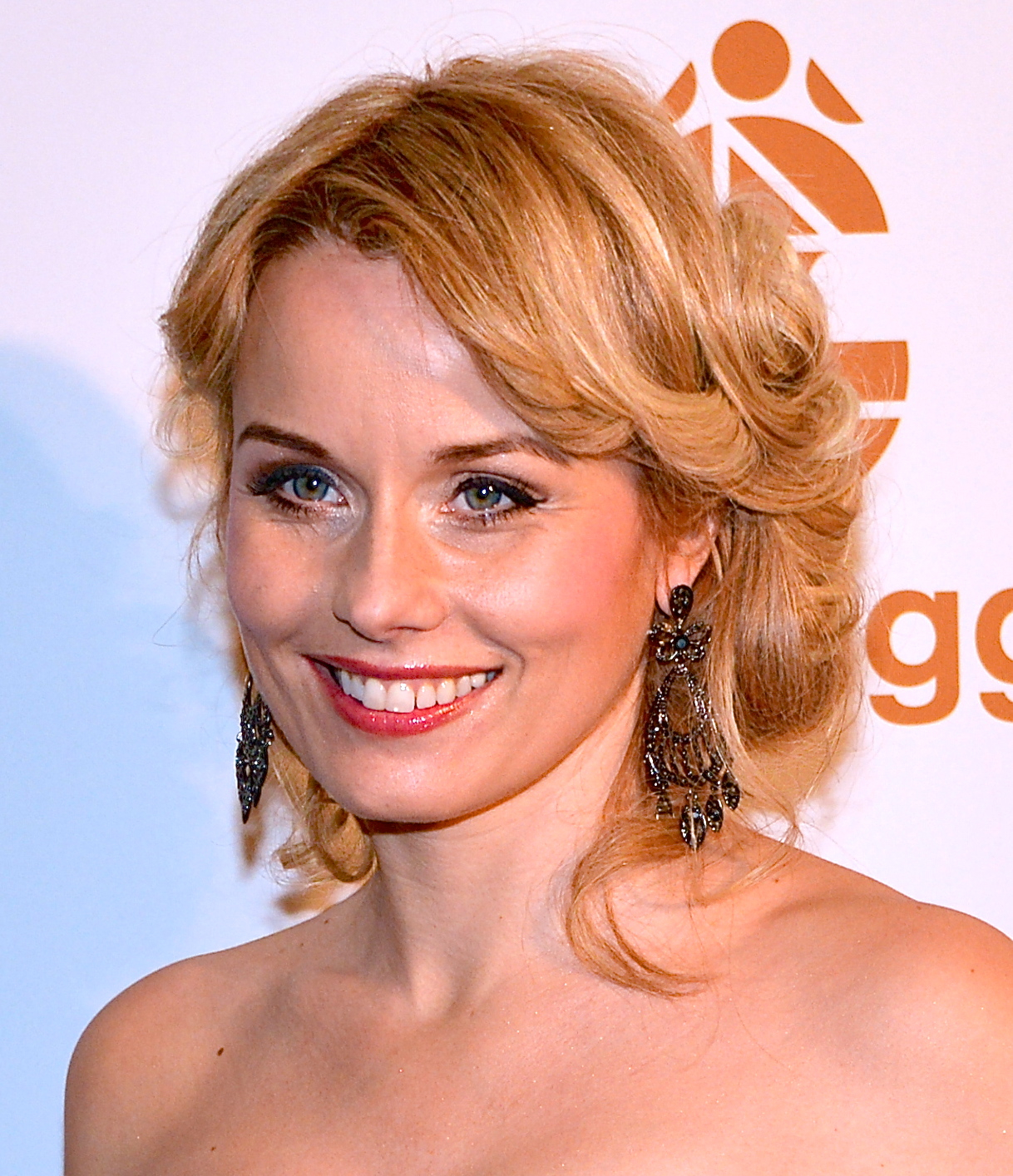
Helena af Sandeberg

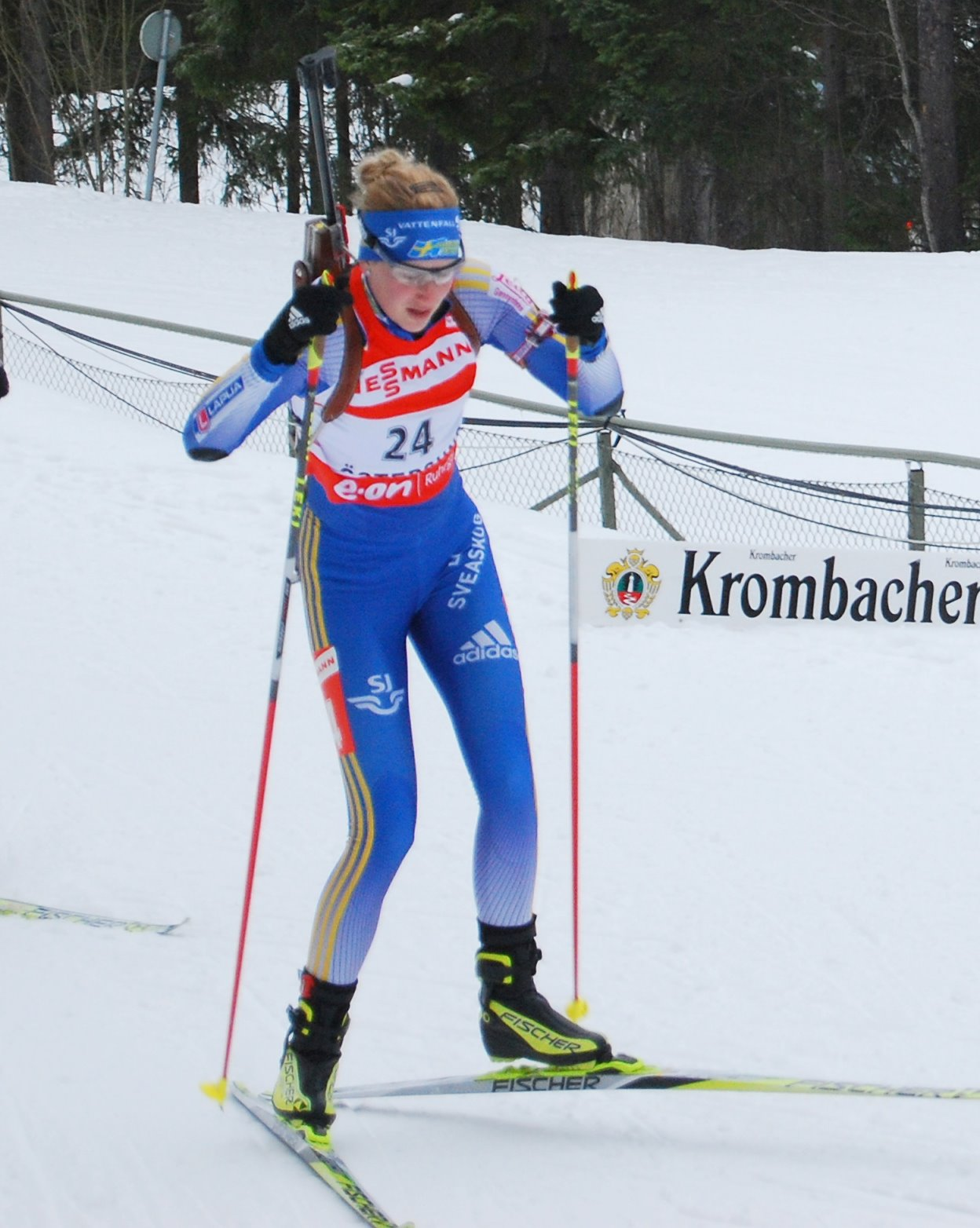
Helena Ekholm

- Helena, romersk kejsarinna, gift med kejsar Julianus Apostata
- Helena, bysantinsk kejsarinna, gift med kejsar Konstantin VIII
- Helena, grekiskt helgon, Flavia Julia Helena
- Sankta Helena eller Elin av Skövde, svenskt helgon
- Helena av Grekland, rumänsk drottning, gift med Carol II av Rumänien
- Helena av Mecklenburg-Schwerin, fransk kronprinsessa
- Helena av Moskva, drottning av Polen och storhertiginna av Litauen, gift med kung Aleksander Jagiellon
- Helena av Nassau-Weilburg, tysk furstinna och filantrop
- Helena av Raška, ungersk drottning, gift med kung Béla II av Ungern
- Helena Pavlovna av Ryssland, rysk storfurstinna
- Helena Vladimirovna av Ryssland, rysk storfurstinna och grekisk prinsessa
- Helena av Storbritannien, brittisk prinsessa
- Helena av Sverige, drottninggemål till kung Knut V av Danmark
- Helena av Sverige, svensk drottninggemål (1080-talet) till kung Inge den äldre
- Helena av Znojmo, hertiginna av Polen
- Helena Anliot, svensk tennisspelare
- Helena Bargholtz, svensk politiker (fp)
- Helena Bergström, svensk skådespelare
- Helena P. Blavatsky, rysk teosof
- Helena Bross, svensk barnboksförfattare
- Helena Bonham Carter, brittisk skådespelare
- Helena Bouveng, svensk politiker (m)
- Helena Brodin, svensk skådespelare
- Helena Christensen, dansk fotomodell
- Helena Dragaš, bysantinsk kejsarinna, gift med Manuel II Palaiologos
- Helena Dahlbäck, svensk författare
- Helena Angelina Doukaina, siciliansk drottning, gift med kung Manfred av Sicilien
- Helena Dyrssen, svensk politiker (fp)
- Helena Döse, svensk operasångare
- Helena Ekholm, svensk skidskytt, bragdmedaljör
- Helena Engman, svensk friidrottare
- Helena Eriksson, svensk författare
- Helena Fernström, svensk friidrottare
- Helena Fibingerová, tjeckoslovakisk friidrottare
- Helena Fuchsová, tjeckisk friidrottare
- Helena Gruba, bosnisk drottning
- Helena Henschen, svensk författare och formgivare
- Helena Hillar Rosenqvist, svensk politiker (mp)
- Helena Höij, svensk politiker (kd)
- Helena Jonsson, landshövding i Jönköpings län
- Helena Josefsson, svensk sångerska
- Helena Kallenbäck, svensk skådespelare
- Helena Kantakouzene, bysantinsk kejsarinna, gift med Johannes V Palaiologos
- Helena Kjellander, svensk vattenskidåkare
- Helena Leander, svensk politiker (mp)
- Helena Lekapene, bysantinsk kejsarinna
- Helena Lindahl, svensk politiker (c)
- Helena Lindegren, svensk skådespelare
- Helena Lundbäck, svensk ryttare
- Helena Mattsson, svensk skådespelerska
- Helena Messing Berg, svensk journalist
- Helena Munktell, svensk tonsättare
- Helena Mutanen, svensk konstnär
- Helena Nilsson Lannegren, svensk politiker (c), generaldirektör och ambassadör
- Helena Nyblom, dansk-svensk författare
- Helena Olsson Smeby, svensk-norsk backhoppare
- Helena Palaiologina, cypriotisk drottning, gift med kung Johan II av Cypern
- Helena Paparizou, svensk-grekisk sångare och modell
- Helena Pedersdotter Strange, svensk drottninggemål (1229) till kung Knut II
- Helena Persson, svensk ryttare
- Helena Pihl, svensk friidrottare
- Helena Reuterblad, svensk skådespelare
- Helena Rivière, svensk politiker (m)
- Helena Rubinstein, polsk-amerikansk industrialist, grundare av kosmetikaföretaget med samma namn
- Helena af Sandeberg, svensk skådespelare
- Helena Sigander, svensk författare
- Helena Šikolová, tjeckoslovakisk längdskidåkare
- Helena Sinervo, finländsk poet
- Helena Stålnert, svensk journalist och näringslivsprofil
- Helena Suková, tjeckisk tennisspelare
- Helena Sverkersdotter, svensk prinsessa, dotter till kung Sverker II
- Helena Takalo, finländsk längdskidåkare
- Helena Tynell, finländsk formgivare
- Helena Willis, svensk illustratör
- Helena Wink, svensk programledare
- Helena von Zweigbergk, svensk journalist och författare

## Personer med namnet Helen/Helene

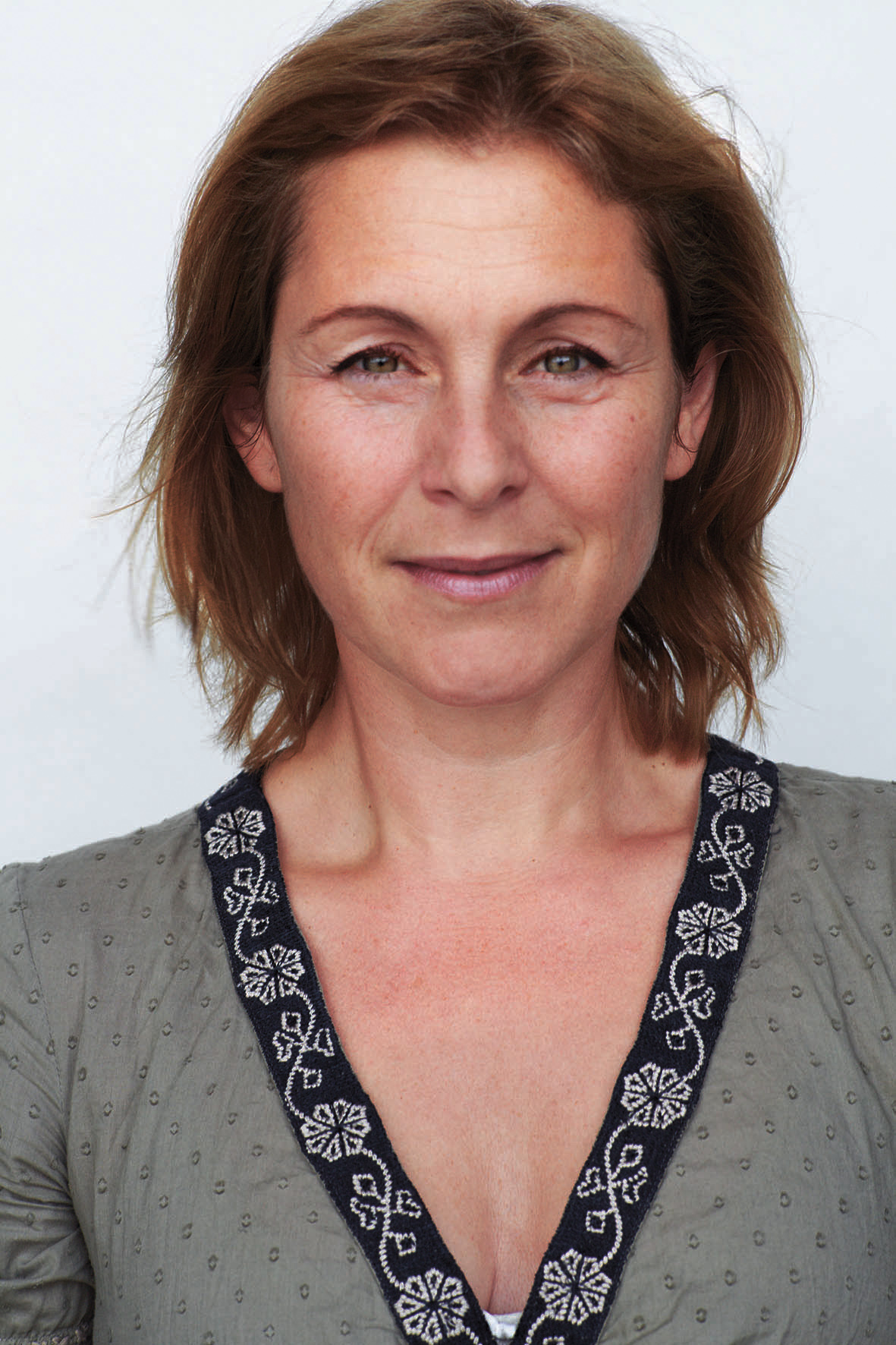
Helen Sjöholm

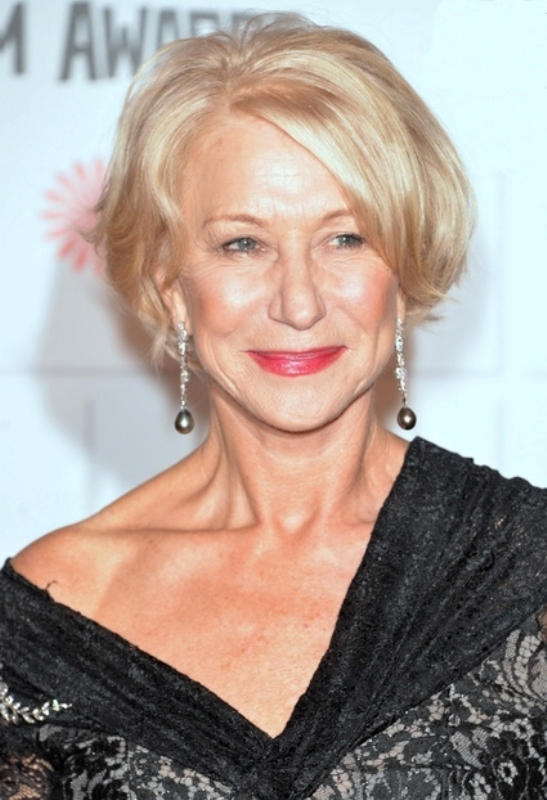
Helen Mirren

- Helene av Waldeck och Pyrmont, brittisk prinsessa
- Helen Alfredsson, svensk golfspelare
- Helen Baxendale, brittisk skådespelare
- Helene Billgren, svensk konstnär och scenograf
- Helen Brinchmann, norsk skådespelare
- Helen Dettweiler, amerikansk golfspelare
- Helen Dunmore, brittisk författare
- Helen Elliot, skotsk bordtennisspelare
- Helen Fielding, brittisk författare
- Helene Fischer, tysk schlagersångerska
- Helene Friberg, svensk friidrottare
- Heléne Fritzon, politiker (s), f.d. statsråd
- Helen Gourlay Cawley, australisk tennisspelare
- Helen Hayes, amerikansk skådespelare
- Helene Hellmark Knutsson, svensk politiker (s), f.d. statsråd
- Helen Hunt, amerikansk skådespelare
- Helen Jacobs, amerikansk tennisspelare
- Helen A Johansson, svensk travkusk
- Helen Kane, amerikansk sångerska och skådespelare
- Helen Keller, amerikansk dövblind författare
- Helene Mayer, tysk fäktare
- Helen Mirren, brittisk skådespelare
- Helene Odenjung, svensk politiker (fp)
- Helene Petersson, svensk politiker (s)
- Helén Pettersson, svensk politiker (s)
- Helene Schjerfbeck, finländsk konstnär
- Helen Shapiro, brittisk popsångerska
- Helen Sjöholm, svensk sångerska
- Helen Stephens, amerikansk friidrottare
- Helen Suzman, sydafrikansk politiker och antiapartheidkämpe
- Helen Taft, amerikansk presidenthustru, gift med William Howard Taft
- Helene Tursten, svensk författare
- Helen Wills Moody, amerikansk tennisspelare
- Helen Zille, sydafrikansk politiker

## Fiktiva
- Helena (mytologi) – i grekisk mytologi prinsessa i Sparta